# چوخور یورد (اردبیل)
چوخور یورد یک روستا در بخش مرکزی شهرستان اردبیل است که در دهستان غربی واقع شده‌است.